# トラッド・ジャズ
トラッド・ジャズ（Trad jazz、「伝統的なジャズ (traditional jazz)」の略）は、1950年代と1960年代におけるイギリスのジャズの一形態であり、クリス・バーバー、アッカー・ビルク、ケニー・ボール、ケン・コリアー、モンティ・サンシャインなどのミュージシャンが演奏を行った。ニューオーリンズのディキシーランド・ジャズのリバイバルに基づいており、トランペット、トロンボーン、クラリネット、バンジョー、ダブルベース、ドラムを使い、ポップ・ソングやナーサリー・ライムのジャズ・バージョンを含む一般向けのレパートリーを伴うものであった。

## リバイバルの始まり
ディキシーランド・ジャズのリバイバルは、1930年代後半にアメリカ西海岸において、スウィング・ジャズに近いシカゴ・スタイルへの反発として始まった。ルー・ウォーターズとイヤーバ・ブエナ・ジャズ・バンド、およびトロンボーン奏者のターク・マーフィーが、キング・オリヴァー、ジェリー・ロール・モートン、ルイ・アームストロング、W・C・ハンディのレパートリーを採り上げた。バンドには、リズム・セクションにバンジョーとチューバが含まれていた。ニューオーリンズを拠点とする伝統的なリバイバルは、1942年のバンク・ジョンソンの再発見や、ジェリー・ロール・モートンによる晩年のレコーディングから始まり、1960年代になるとフレンチ・クオーターにプリザベーション・ホールが設立された。
初期のキング・オリヴァーの作品は、このスタイルのホット・ジャズを例示している。しかし、個々の演奏者がソリストとして前に出始めたことで、新しい形の音楽が出現した。キング・オリヴァーのクレオール・ジャズ・バンドにおいてアンサンブル奏者の1人を務めたルイ・アームストロングは、ソリストの中で群を抜いて最も影響力があり、1920年代後半から1930年代初頭にかけて、この「新しい」スタイルのジャズに対する需要を生み出した。今日でも伝統的なジャズの世界で尊敬を集める影響力のあるスタイリストには、他にもシドニー・ベシェ、ビックス・バイダーベック、ウィンギー・マノン、マグシー・スパニアがいる。また、グレン・ミラー、ジーン・クルーパー、ベニー・グッドマンなど、ビッグバンド時代の多くのアーティストたちは、トラッド・ジャズから始まった。

## イギリス
1940年代にブギウギ、「ストライド」ピアノ、ジャンプ・ブルースが人気を博していたイギリスでは、ジョージ・ウェッブのディキシーランダーズが第二次世界大戦中にトラッド・リバイバルを開拓し、ケン・コリアーのクレーン・リヴァー・バンドがニューオーリンズの純粋主義との強いつながりを持ちながら維持していった。ウェッブと共に演奏したハンフリー・リトルトンは、1948年にニューオーリンズ/ルイ・アームストロングの伝統に基づいた独自のバンドを結成したが、アームストロングの影響を失うことなく、徐々により主流のアプローチを採用していった。1958年までに彼のバンドには3人のサックスが含まれていた。1950年代から1960年代にかけて、「スリー・ビーの」クリス・バーバー、アッカー・ビルク、ケニー・ボールが特筆すべき成功を手にし、すべてヒット・レコードをつくり出した。テリー・ライトフット、ジョージ・チザム、モンティ・サンシャイン、ミック・マリガン、ジョージ・メリー、マイク・コットンなど、1963年から1964年に「went R'n'B」に出演した他の成功したバンドは、定期的にライブを行い、放送され、イギリスのチャートに載った。時としてルイ・アームストロング自身がそうしたように。また、ボンゾ・ドッグ・ドゥー・ダー・バンド、テンペランス・セヴン、ニュー・ボードビル・バンドによって、もっと気楽な感じのバージョンが提供された。ディキシーランドのスタイルを取り入れる姿は、ローリング・ストーンズ、ビートルズ、スモール・フェイセス、キンクスのレコードのあちこちで見られ、ザ・フーは初期の頃、実際にトラッド・ジャズを演奏していた。
1950年代には、多くの地方のアマチュア・バンドたちが、地元の強い支持を集めて「ジャズ・ジャンボリー」に出演して演奏を行ったこともあった。これらのバンドには、海外でツアーを行ったこともあり現在も活動しているマーシーシッピ・ジャズ・バンドや、セカンド・シティ・ジャズバンド（バーミンガム）、スティール・シティ・ストンパーズ（シェフィールド）、スライド・ヴァレー・ストンパーズ（グラスゴー）、セインツ・ジャズバンド（マンチェスター）がいた。
クリス・バーバーはロニー・ドネガンとアレクシス・コーナーのためにステージを用意し、1960年代のビートブームを支えたブリティッシュ・リズム・アンド・ブルースやスキッフルへの熱狂が始まった。
1970年代のトラッド・ジャズへの関心の復活には、現在も活動しているニュー・ブラック・イーグル・ジャズ・バンドが関与しており、1980年代後半には、ウィントン・マルサリスなど多くのミュージシャンが、オリジナルのトラッド・ジャズの曲ばかりでなく、このスタイルによる新しい作品を作曲し、演奏および録音を行うようになった。